# Postman Blues
Postman Blues (jap. ポストマン・ブルース / Posutoman burusu) – japońska komedia kryminalna z 1997 roku w reżyserii Hiroyukiego Tanaki.

## Zdjęcia
Zdjęcia realizowane były na terenie Japonii.